# Таузинг, Мориц
Мориц Таузинг (нем. Moritz, Moriz Thausing; 3 июня 1838, Чижковице, Богемия — 11 августа 1884, Лейтмериц, Богемия) — австрийский историк искусства, один из основателей венской школы истории искусств.

## Биография
Мориц Таузинг родился в семье управляющего замка Чишковиц (чеш. Čížkovice), Усти-над-Лабем, в Северо-Западной Богемии (ныне Чехия) и стал выдающимся историком-германистом. Сначала он учился в Праге, а в 1858 году отправился в Вену, в Австрийский институт исторических исследований (Österreichische Institut für Geschichtsforschung). Там он познакомился с Рудольфом Айтельбергером, который в ноябре 1852 года стал первым в Австрии профессором истории искусств и заведующим кафедрой истории искусств в Венском университете.
Под его влиянием Таузинг занялся исследованиями в области искусства. В 1862 году он стал ассистентом библиотеки Академии изобразительных искусств, где также читал лекции по всемирной истории и истории культуры.
В 1864 году Айтельбергер направил Таузинга в отдел печатной графики галереи Альбертина, которую он возглавлял с 1868 года (с 1876 года в должности директора). Таузинг получил известность благодаря исследованиям биографии и творчества Альбрехта Дюрера, опубликованным в нескольких изданиях.
В 1873 году, также благодаря рекомендации Айтельбергера, Мориц Таузинг стал экстраординарным профессором так называемой «первой кафедры» истории искусств Венского университета, основанной Айтельбергером в 1852 году, и в 1879 году получил должность полного профессора (zweiten Ordinarius), возглавив так называемую «вторую кафедру», выпускниками которой стали Франц Викхофф, Алоиз Ригль и многие другие.
Деятельность кафедры, с одной стороны, была тесно связана с Австрийским институтом исторических исследований (Österreichische Institut für Geschichtsforschung), а с другой — с созданными Айтельбергером в 1864 году Австрийского императорского музея искусства и промышленности и в 1867 году художественно-ремесленного училища. Таким образом сложился уникальный союз университетской науки, музейного дела и художественно-ремесленного производства. Именно такое соединение обусловило своеобразие и новаторство венской школы истории искусств, достойными представителями которой стали последователи Викхоффа и Ригля: Юлиус фон Шлоссер, Фриц Заксль и Макс Дворжак.
Последние годы жизни Таузинга омрачило прогрессирующее психическое заболевание. Когда он взял на себя временное руководство созданным в 1883 году Австрийским институтом исторических исследований (Istituto Austriaco di studi storici) в Риме, его здоровье резко ухудшилось. После пребывания в психиатрической лечебнице он уехал на родину, но утонул в Эльбе при неясных обстоятельствах.

## Научное творчество
Мориц Таузинг сыграл решающую роль в развитии истории искусства как самостоятельной науки. Его наставник Айтельбергер ещё искал баланс между историческими исследованиями и эстетикой как философской наукой. Таузинг стремился к полному разделению истории искусства и эстетики. Венский университет стал третьим в Европе, после Кёнигсбергского и Берлинского, в котором возникла отдельная кафедра истории искусств. В 1873 году в своей вступительной лекции в университете Мориц Таузинг сделал небывалое по тем временам заявление:

Я вполне могу представить себе великолепную историю искусства, в которой не найдётся места для слова «красота».

Задача искусствоведа по определению Таузинга состоит исключительно в том, чтобы определять факты, которые следует вывести из самого произведения искусства вне исторического контекста и вне оценочных суждений. С методологической точки зрения это означало переход от «истории искусства» (нем. Kunstgeschichte) к «знанию искусства» (нем. Kunstwissenschaft), как автономной науке, научной и учебной дисциплине.
Исходя из этой идеи Таузинг положительно оценивал «экспериментальный метод» итальянского мастера знато́ческой атрибуции произведений искусства Джованни Морелли, которого он почитал как своего «брата в Рафаэле» (fratello in Raffaele). Таузинг разработал собственный метод определения авторства художника по «физиогномическим деталям» на картине. Это была одна из первых попыток рационального подхода (отличительная особенность венской школы) к сравнительному анализу стилей. Именно это направление развивали ученики и последователи Таузинга: Франц Викхофф, Алоиз Ригль, Генрих Тоде.

## Основные публикации
- Естественная звуковая система человеческого языка (Das natürliche Lautsystem der menschlichen Sprache. Leipzig, 1863)
- Заметки о рукописях Дюрера в Британском музее (Anmerkungen zu den Dürerhandschriften des Britischen Museums. In: Jahrbücher der Kunstwissenschaft. Band 1. Leipzig, 1868. S. 183—184)
- Письма, дневники и стихотворения Дюрера (Dürers Briefe, Tagebücher und Reime, Wien 1872)
- Вотивная церковь в Вене (Die Votivkirche in Wien, Wien 1879)
- Альбом зарисовок Ж. Ж. Калло (Le livre d’esquisses de J. J. Callot, Wien 1881)
- Дюрер. История его жизни и его искусства. В 2-х т. (Dürer. Geschichte seines Lebens und seiner Kunst. 2 Bde. Leipzig 1876, 1884)
- Венские письма об искусстве (Wiener Kunstbriefe, Leipzig 1884)